# KC Adams
Pour les articles homonymes, voir Adams.
KC Adams, née en 1971 à Yorkton, est une artiste pluridisciplinaire et administratrice artistique d'origine autochtone.

## Biographie
En 1998, KC Adams obtient son baccalauréat en beaux-arts de l'Université Concordia. Artiste multimédia, elle se passionne pour la sculpture, l'installation artistique, le dessin, la peinture, la photographie, la céramique, la gravure et l'art cinétique. Elle est reconnue pour la création d'œuvres d'art inspirées de la culture populaire et de la science-fiction, visant à dénoncer les problèmes sociaux contemporains,.
D’octobre 2008 à septembre 2009, KC Adams est directrice de la Urban Shaman Gallery à Winnipeg. Elle travaille également pour le Plug In Institute of Contemporary Art et est élue présidente du conseil d'administration d'Ace Art et membre du comité consultatif sur les arts du Manitoba. 

## Carrière artistique
En parallèle de son travail avec des formes d'art traditionnelles, KC Adams s'intéresse aux ordinateurs et aux nouvelles technologies des médias. La première commande publique de l’artiste, intitulée Community, est suspendue au-dessus du hall de l'immeuble United Way à Winnipeg. L'œuvre, constituée d'une grande structure en céramique et en argile, est dévoilée en 2014,.
Les œuvres de sa série Cyborg Hybrid montrent des artistes euro-autochtones suivant la doctrine du Manifeste Cyborg. Elles font partie de la collection permanente du Musée des beaux-arts du Canada, à Ottawa,,. Dix gravures de sa série Circuit City se trouvent au Centre d'art indien et inuit en Ontario. Son travail, Birch Bark Ltd., fait lui partie de la collection du consulat du Canada à Sydney.
L’exposition Perception est une déclaration politique visant à lutter contre les stigmates et préjugés profondément enracinés à l'encontre des peuples des Premières Nations. Présentée dans diverses galeries à Winnipeg, le projet comprend deux portraits installés côte à côte de membres de la communauté autochtone de la ville. Le portrait de gauche montre le sujet sous-titré avec une insulte raciale, tandis que le portrait de droite montre le même sujet avec son vrai nom, sa profession, ses intérêts et ses passions,,.
Ses œuvres ont été exposées dans la Collection d'art canadien McMichael, au Musée d'art contemporain canadien à Toronto, à la Galerie d'art de l'Université Carleton, la Galerie d'art de Winnipeg, la Galerie d'art du sud-ouest du Manitoba, la Galerie OBORO,  le Urban Shaman, la galerie d'art autochtone contemporain, la Gallery One One et le FitzGerald Study Centre de l'Université de Winnipeg,,.
Le travail de KC Adams se trouve dans la collection publique du Musée des beaux-arts du Canada. Ses œuvres font partie de collections privées au Canada et en Australie.

## Récompenses
KC Adams est lauréate du prix Making a Mark du Winnipeg Arts Council et du Trailblazing Award décerné par le Aboriginal Circle of Educators.